# Guantou
Guantou (kinesiska: 琯头) är en köping i sydöstra Kina. Den ligger i Lianjiang härad i provinshuvudstaden Fuzhou i provinsen Fujian, omkring 26 kilometer öster om centrala Fuzhou. Antalet invånare är 60 055. Befolkningen består av 29 911 kvinnor och 30 144 män. Barn under 15 år utgör 10,0 %, vuxna 15-64 år 79 %, och äldre över 65 år 10,0 %.